# آویشن واقعی
آویشن وحشی یا آویشن واقعی یا آس بویه (نام علمی: Thymus serpyllum) که در زبان‌های دیگر حاشا، آویشن خزنده و آویشن برکلند نیز نامیده می‌شود،
گیاهی است از تیره نعناعیان، دارای بوی خوش با گل‌های کوچک به رنگ گلی، سفید و ارغوانی. این گیاه در نواحی بحرالروم، ایران، آمریکای شمالی و سیبری می‌روید.

## ماهیت آن
- نوعی از پونه کوهی است شبیه به آویشن
- به ارتفاع یک وجب و شاخه‌های آن باریک و پربرگ با برگ‌های ریز که بر آن کرکی است مانند پنبه
- گل آن ریز و مدور (گرد) و سفید مایل به بنفش و سرخ
- تخم آن کوچکتر از خردل
- محل رویش آن در سنگلاخ‌ها است

ساقه گل
دارای ساقه گل ارغوانی و مربعی با کرک‌های روییده در دو طرف مخالف.
زیستگاه
سراشیبی‌های گچی، مراتع با علف‌های کوتاه، گرمابه‌ها، در میان صخره‌ها یا دیوارهای سنگی خشک و گاهی در میان تپه‌های شنی.
مصارف دارویی
آویشن وحشی حاوی تیمول است، رایحه‌ای آشنا که در هنگام له شدن گیاه دریافت می‌کنید. تیمول همچنین در ترنج وحشی و پونه کوهی از جمله دیگر وجود دارد. این اسانس دارای خواص ضد باکتری، ضد قارچ و ضد عفونی کننده است.

## نگارخانه

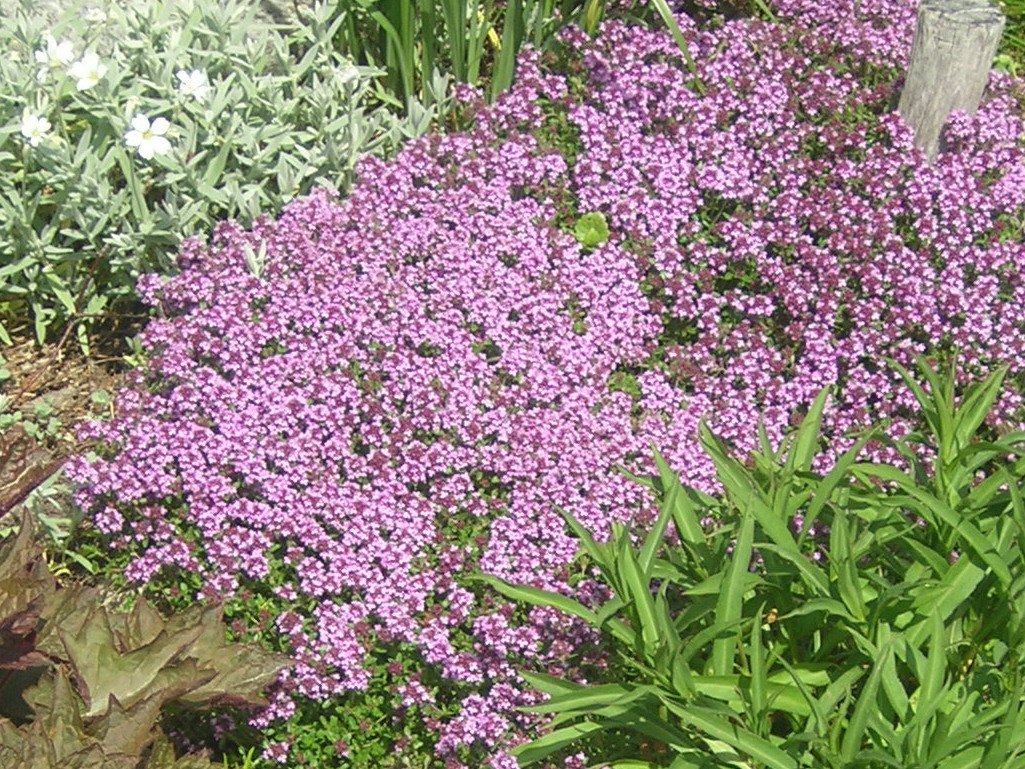
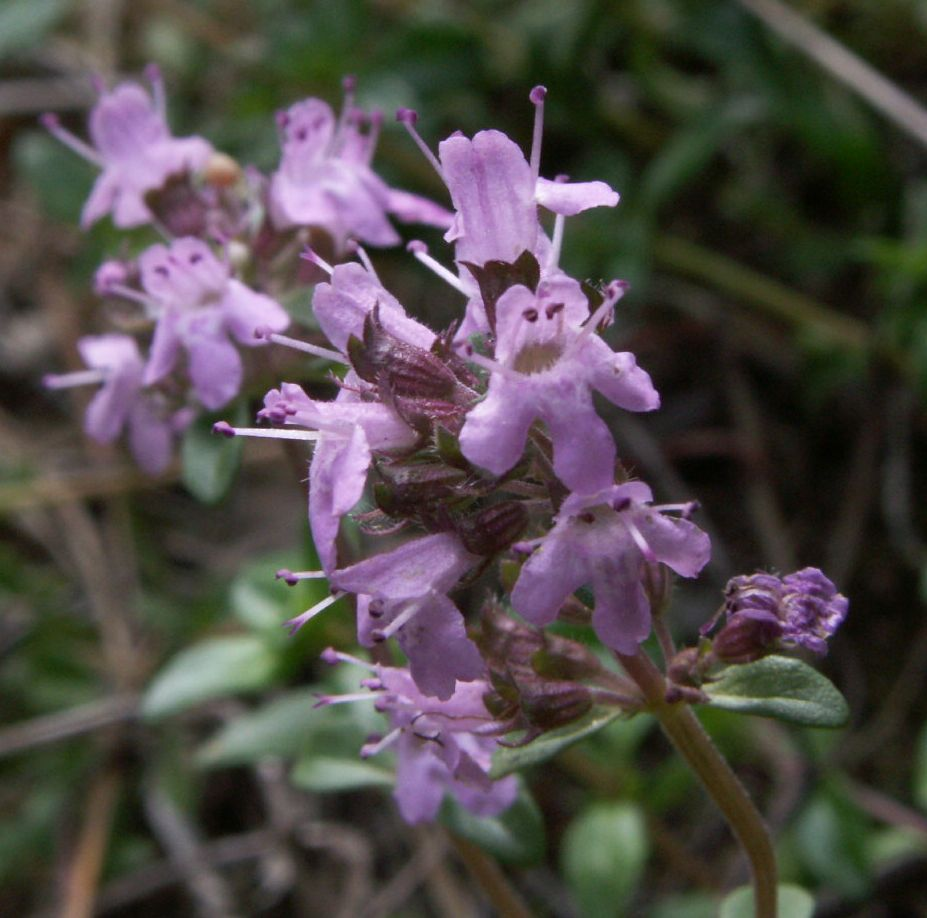
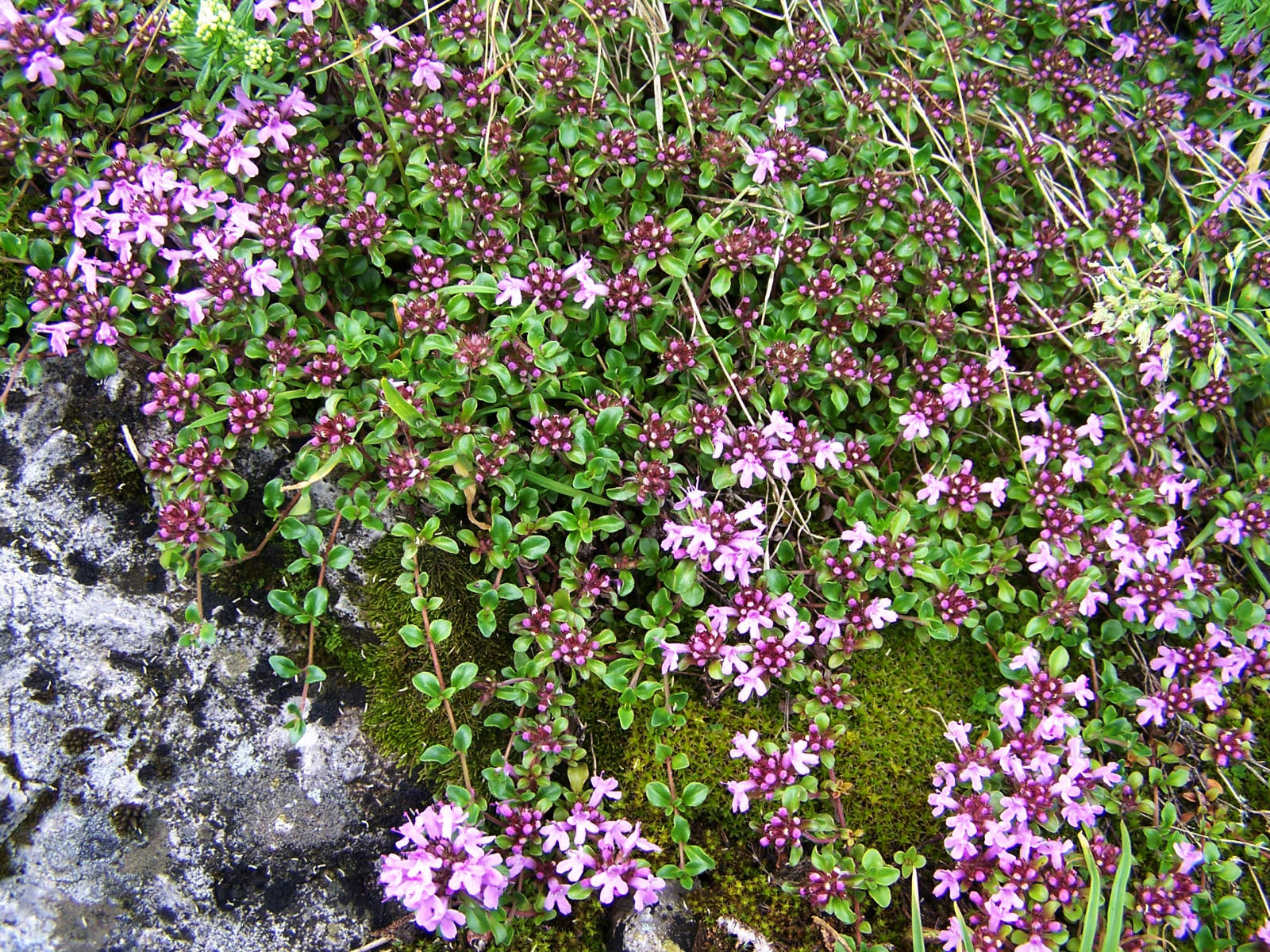
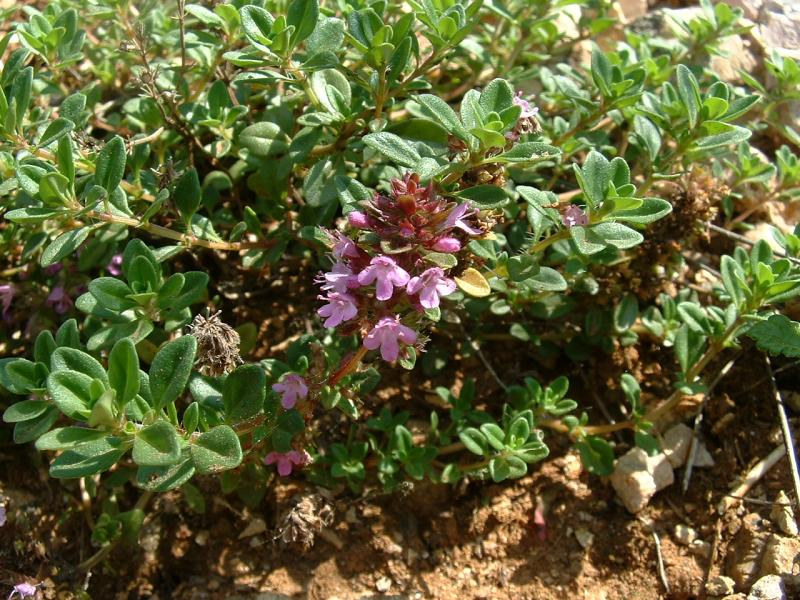
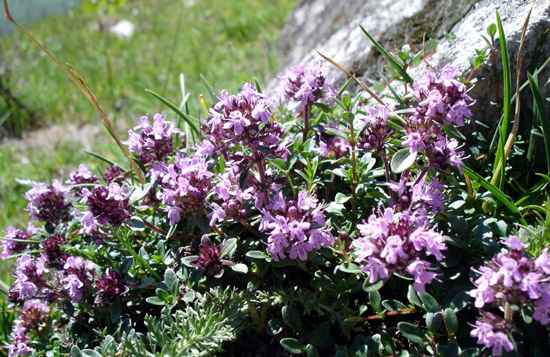
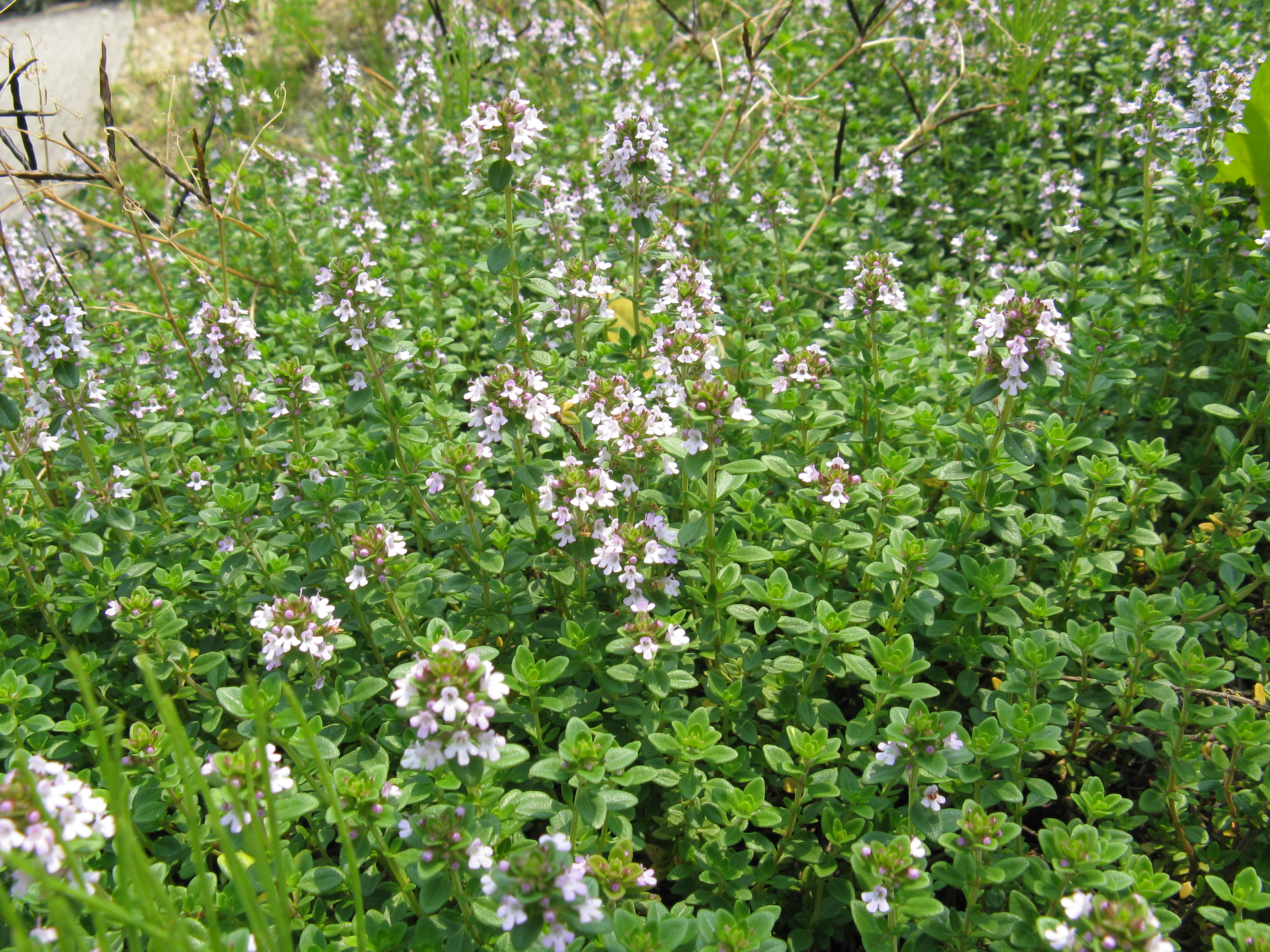
var. albus
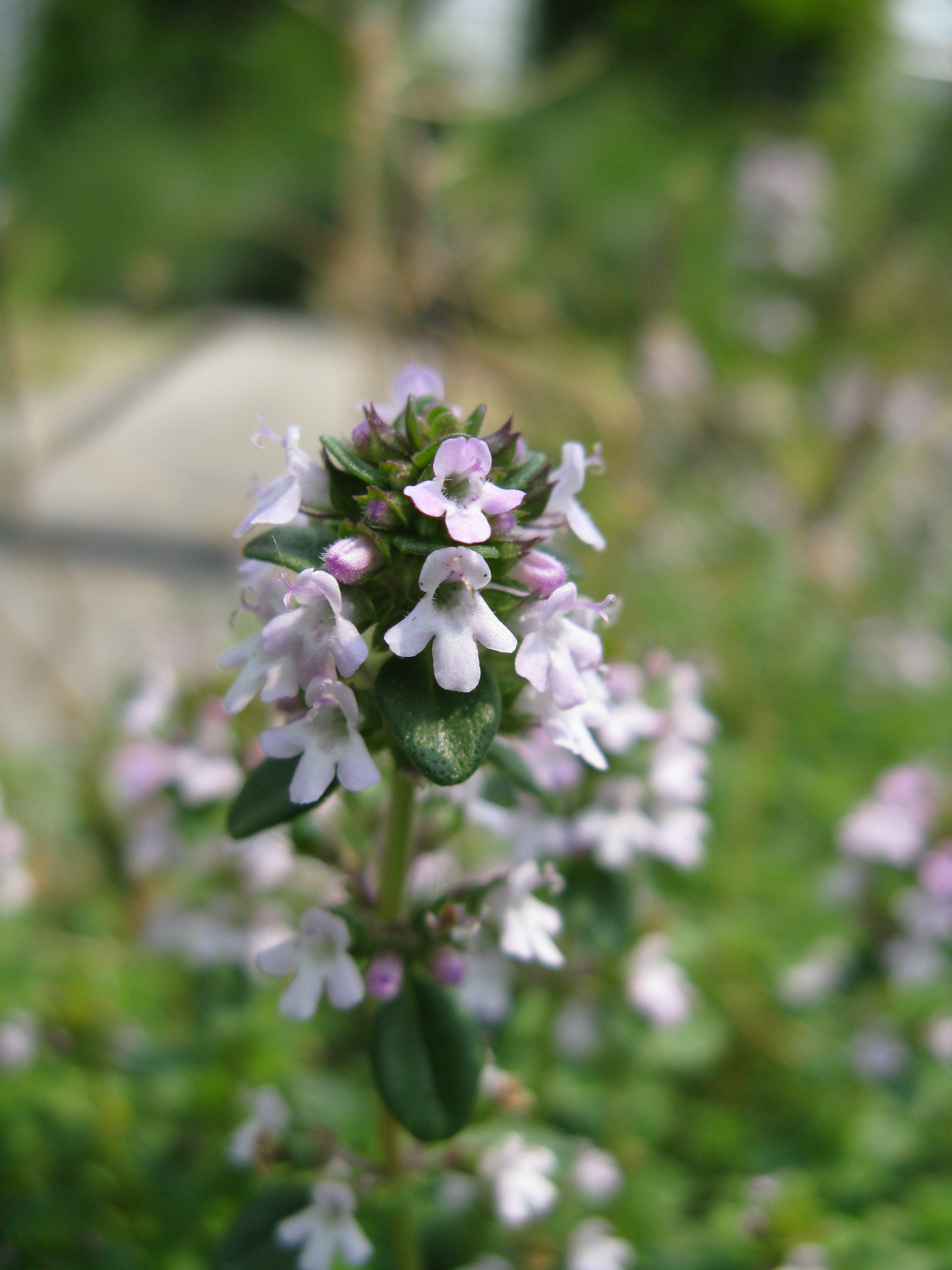
var. albus
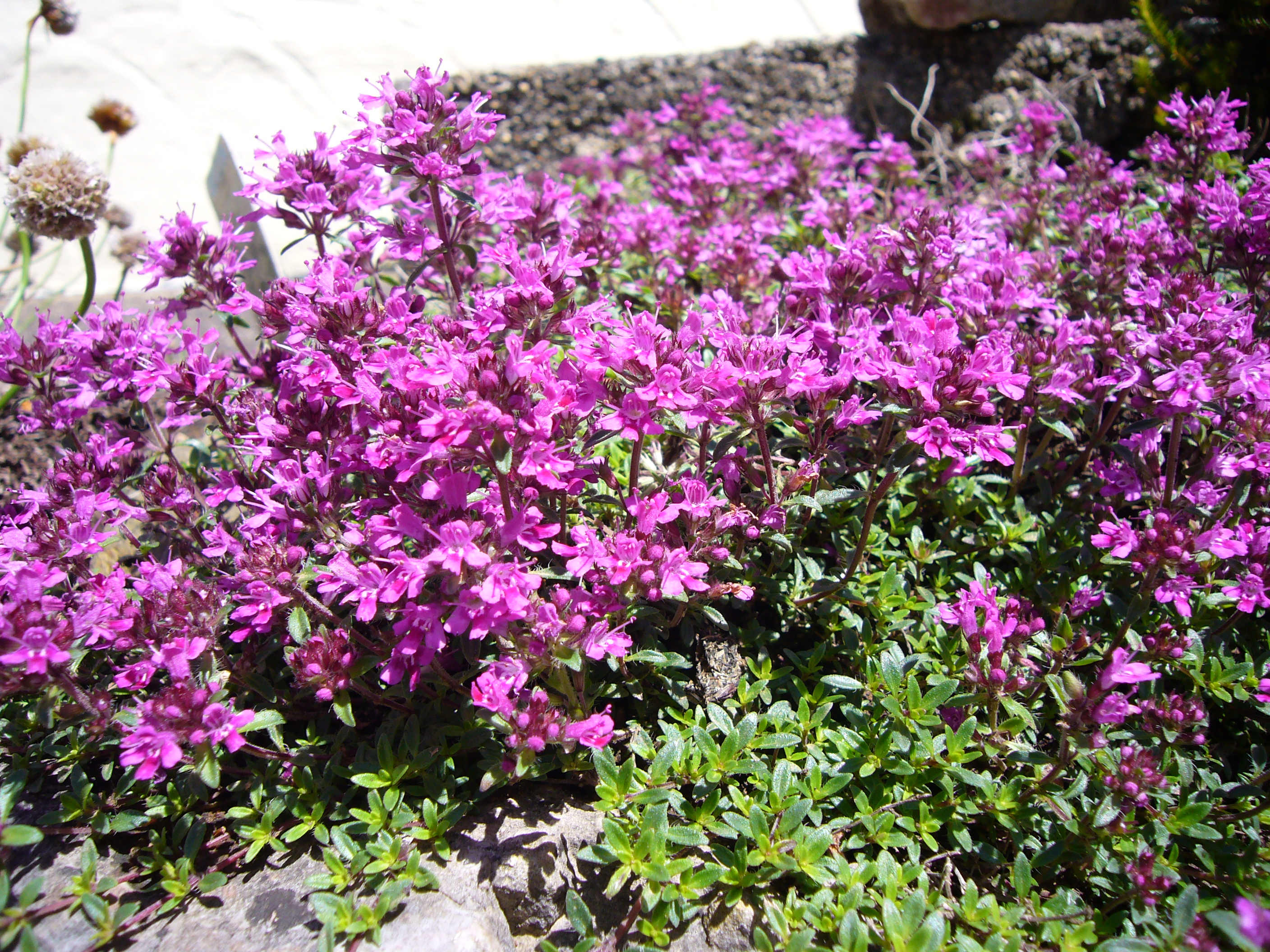
Thymus serpyllum coccineus
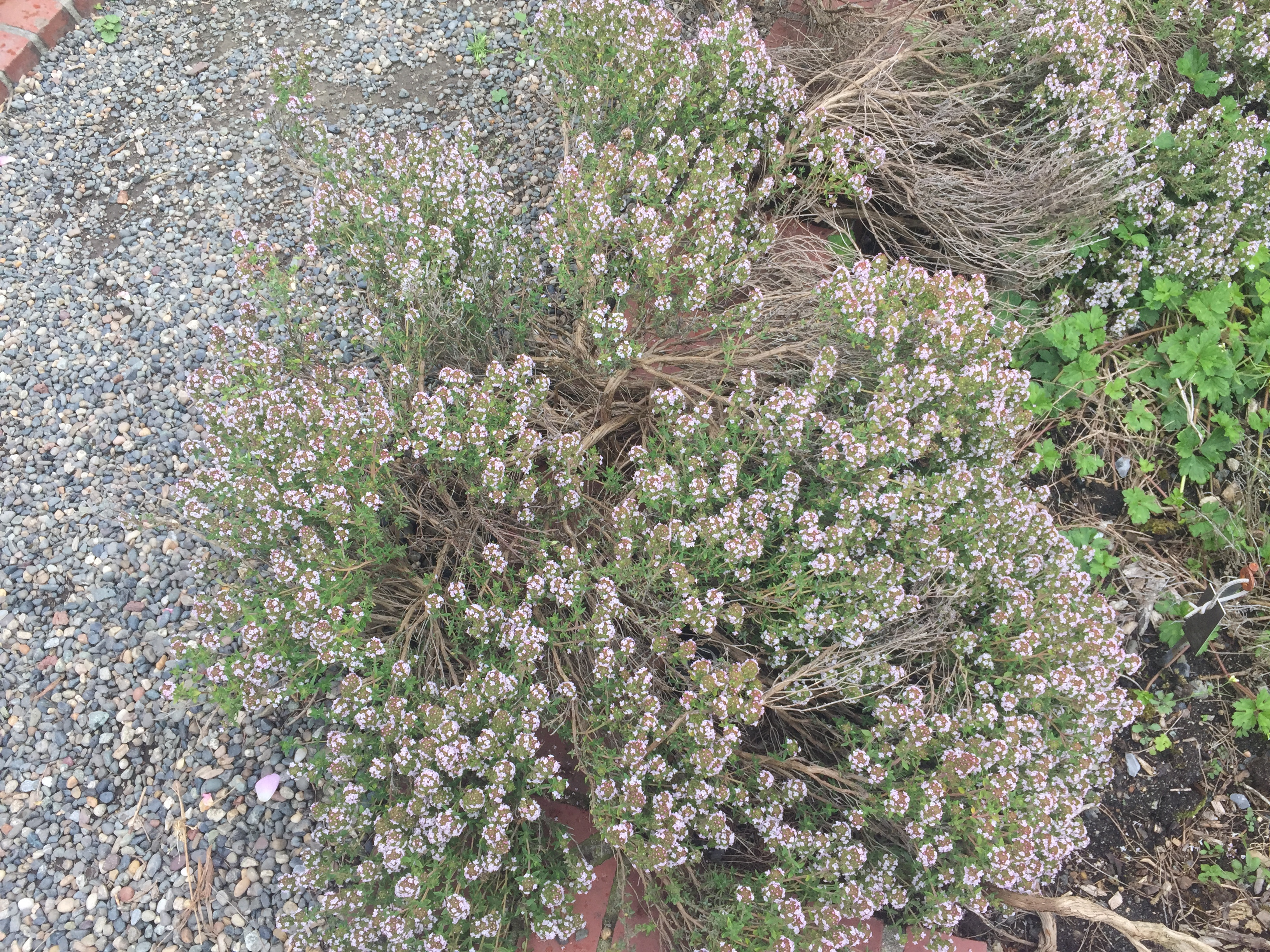
Wild thyme in the UBC Botanical Garden

## طراحی‌ها

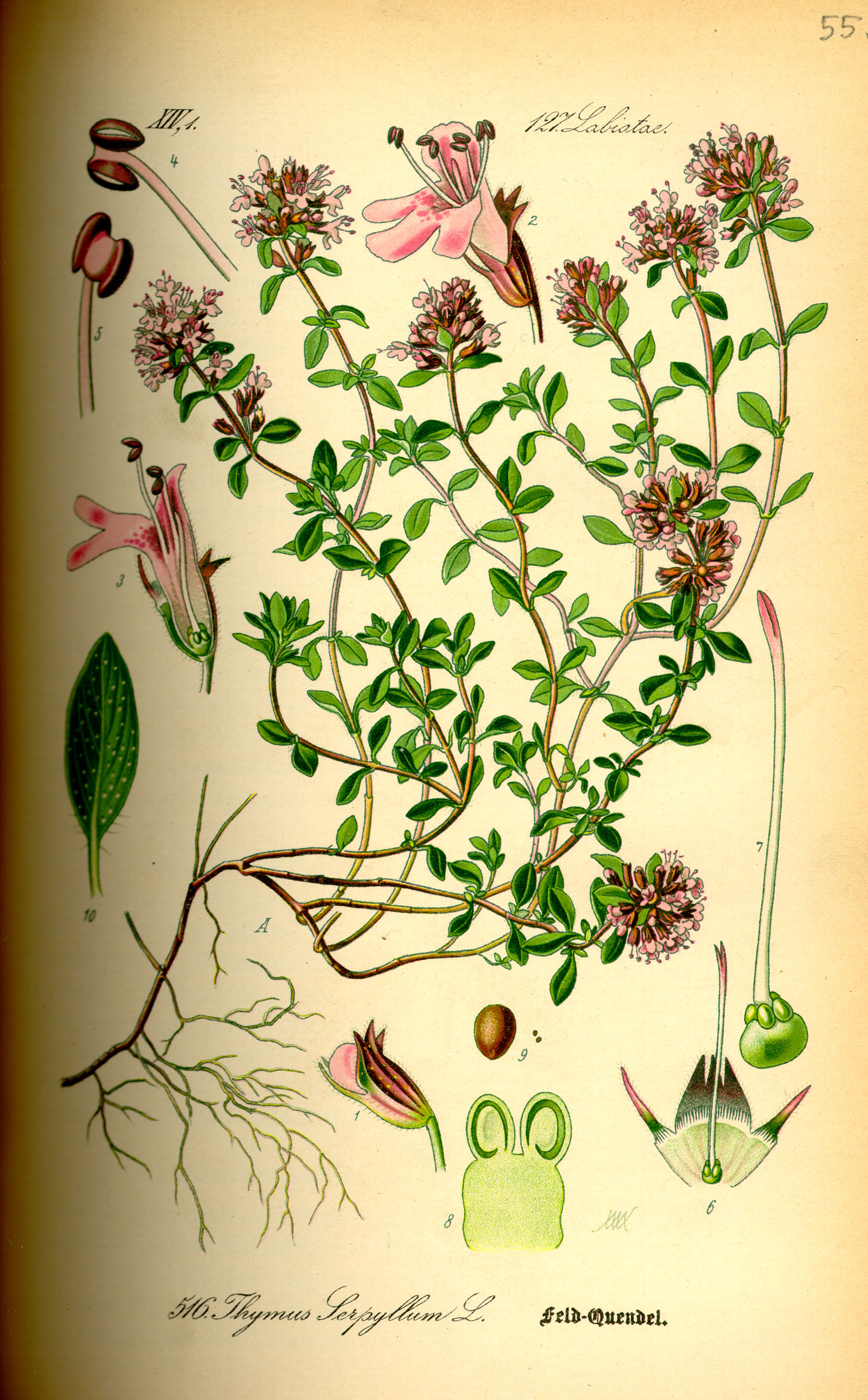
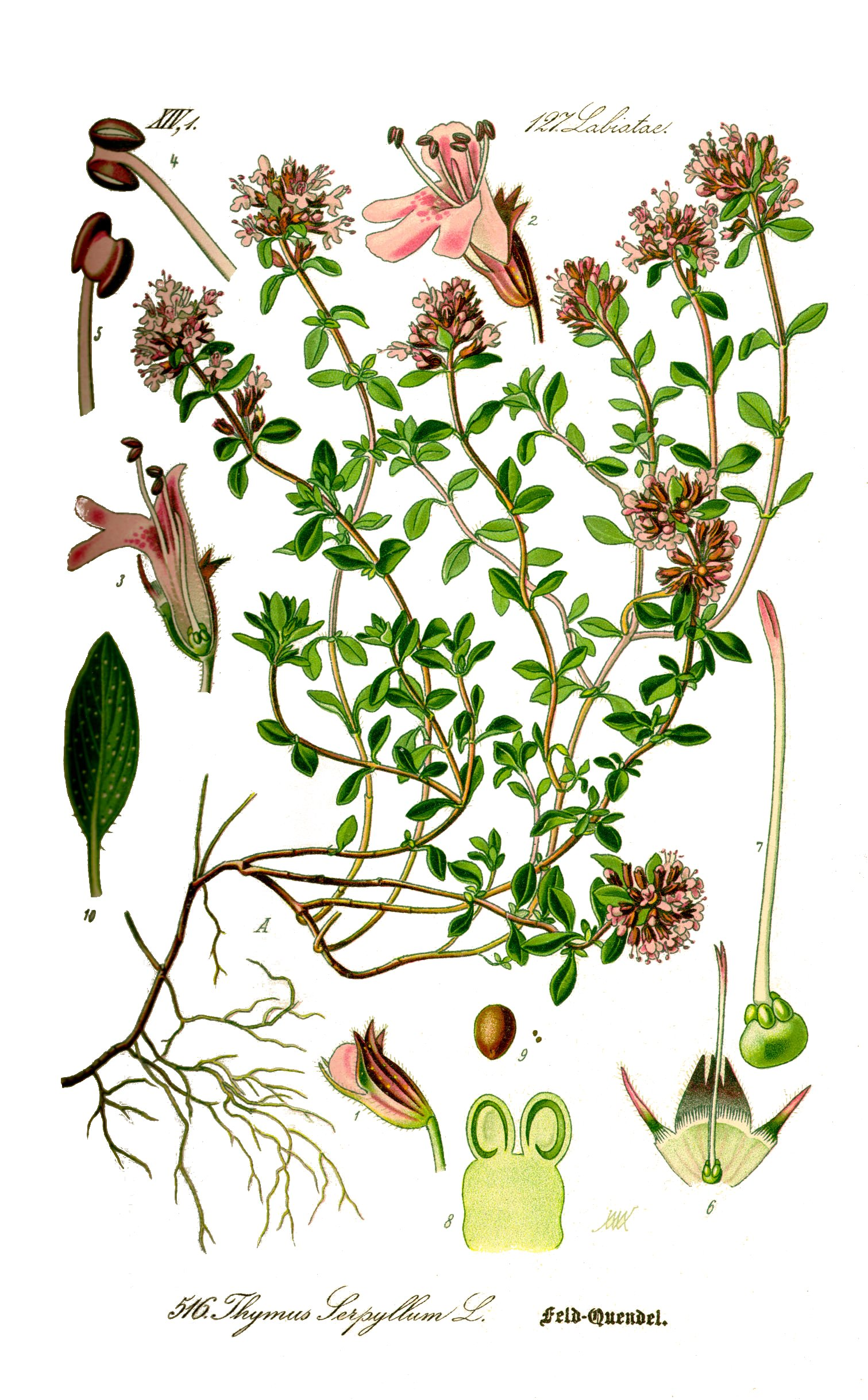
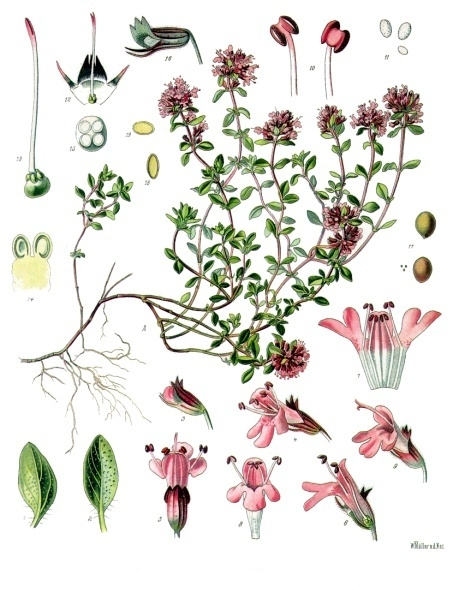
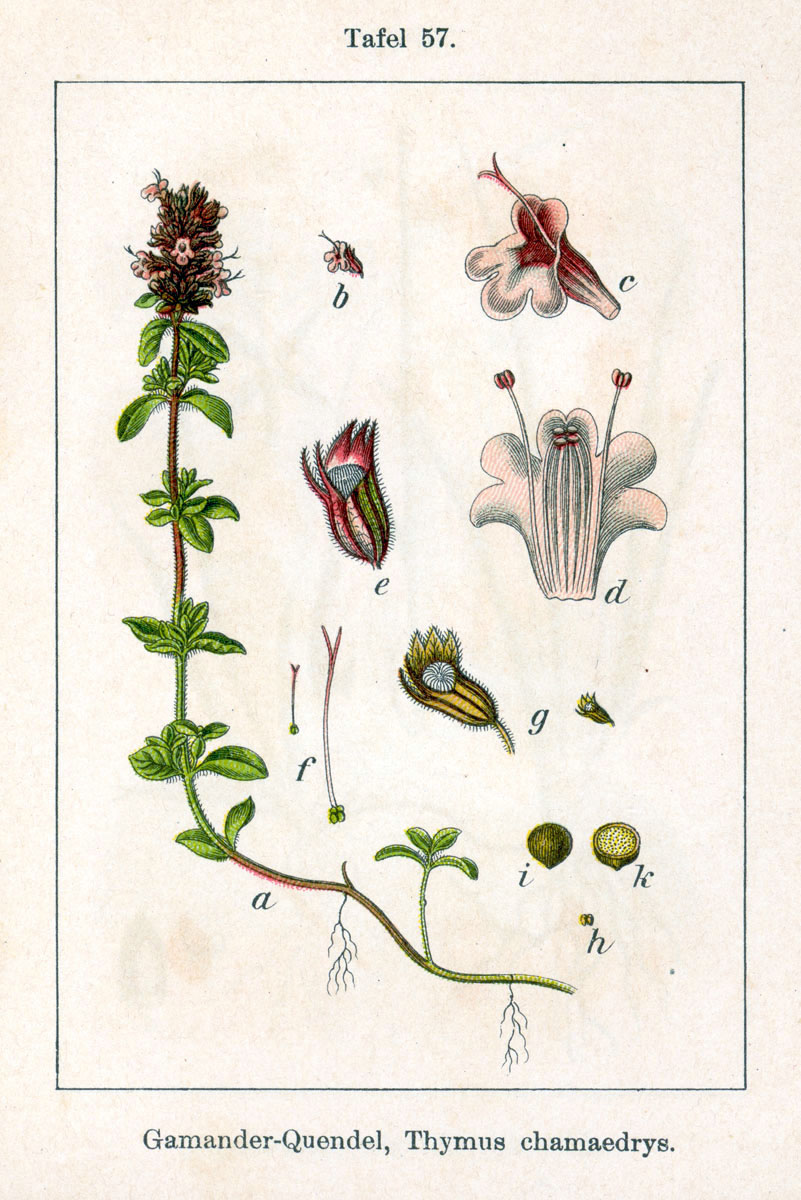
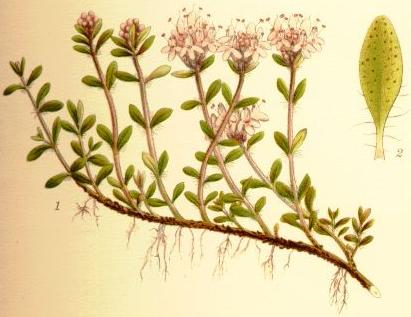
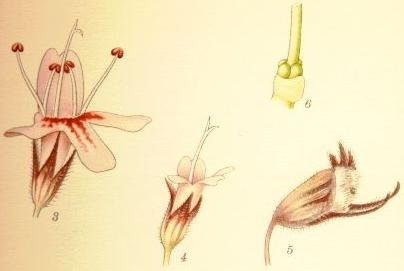